# Línea 353 (Interurbanos Madrid)
La línea 353 de la red de autobuses interurbanos de Madrid une la Estación Sur con Fuentidueña de Tajo y Villamanrique de Tajo, extendiendo su recorrido en ciertas expediciones a Santa Cruz de la Zarza.

## Características
Esta línea une Madrid con los municipios arriba expuestos en un tiempo estimado de 75 minutos, llegando a durar casi hora y media en aquellas expediciones que van hasta Santa Cruz de la Zarza. La línea tiene algunas variantes, como expediciones que acaban en Villamanrique de Tajo sin pasar por Fuentidueña de Tajo, o expediciones que se saltan Villamanrique de Tajo para ir a Santa Cruz de la Zarza, así como otras que hacia Madrid se saltan las paradas de Arganda del Rey.
Se complementa en todo su recorrido hasta Villarejo de Salvanés con las líneas 351 y 352, haciendo todas las mismas paradas. Tras Villarejo de Salvanés, lo hace con las líneas 350B y con la 352 hasta Fuentidueña de Tajo y Villamanrique de Tajo. Se coordina con el resto de líneas de otras empresas en el corredor 3 para hacer paradas en la A-3, haciendo algunas líneas ciertas paradas y ésta no y viceversa (véase lista de paradas para más información).
En sentido Madrid, pese a que hace todas las paradas desde el Puente de Arganda (exceptuando las dos últimas en Moratalaz y Valdemingómez), en la práctica si al acercarse a la parada no hay viajeros dispuestos a bajarse, el autobús no recoge viajeros en ninguna de las paradas desde el sitio mencionado, pese a que en ningún momento se especifica que las paradas sean de bajada. De esta manera, los viajeros que quieran subirse en este tramo son derivados a las líneas de Rivas (331, 332, 333 y 334), debido a que estas tienen menor tiempo de viaje y una longitud que no llega a los 25-30 kilómetros. Esto se hace con el fin de mejorar la fluidez de esta línea, así como de las líneas 313, 326, 336, 337, 351 y 352 pues todas las mencionadas tienen una duración en muchas ocasiones superior a la hora y una longitud que por lo general no es menor a 50 kilómetros. Lo cierto es que, por lo general, apenas hay viajeros que se bajen en estas paradas intermedias en horas valle. De hecho, en los horarios se estipula que está prohibido el transporte de viajeros entre únicamente Madrid, Rivas-Vaciamadrid y Arganda del Rey en sentido pueblos o viceversa en sentido Madrid, siendo obligatorio o bien continuar hasta al menos Perales de Tajuña o provenir al menos desde ahí.
Está operada por la Empresa Ruiz mediante la concesión administrativa VCM-303 - Madrid –  Barajas de Melo – Villamayor de Santiago (Viajeros Comunidad de Madrid) del Consorcio Regional de Transportes de Madrid.

## Horarios
Los horarios, salvo cabeceras, son horas de paso aproximadas

### Sentido Villamanrique de Tajo - Santa Cruz de la Zarza
| Madrid                     | Arganda del Rey | Perales de Tajuña | Villarejo de Salvanés | Villamanrique de Tajo | Fuentidueña de Tajo |
| -------------------------- | --------------- | ----------------- | --------------------- | --------------------- | ------------------- |
| Lunes a viernes laborables |                 |                   |                       |                       |                     |
| 10:00                      | 10:25           | 10:35             | 10:45                 | (11:15)               | 10:55               |
| 13:00                      | 13:25           | 13:35             | 13:45                 | (14:15)               | 14:05               |
| 14:15                      | 14:40           | 14:50             | 15:00                 | >>>>                  | 15:15               |
| 15:00                      | 15:25           | 15:35             | 15:45                 | (16:15)               | 15:55               |
| 18:00                      | 18:25           | 18:35             | 18:45                 | 19:05                 | ----                |
| 19:00                      | 19:25           | 19:35             | 19:45                 | >>>>                  | 20:00               |
| 20:00                      | 20:25           | 20:35             | 20:45                 | (21:10)               | 20:55               |
| 22:30                      | 22:55           | 23:05             | 23:15                 | (23:40)               | 23:30               |
| Sábados laborables         |                 |                   |                       |                       |                     |
| 9:00                       | 9:25            | 9:35              | 9:45                  | (10:15)               | 10:05               |
| 13:00                      | 13:25           | 13:35             | 13:45                 | >>>>                  | 14:00               |
| 13:00                      | 13:25           | 13:35             | 13:45                 | (14:15)               | 14:05               |
| 18:00                      | 18:25           | 18:35             | 18:45                 | 19:05                 | ----                |
| 19:00                      | 19:25           | 19:35             | 19:45                 | >>>>                  | 20:00               |
| 22:30                      | 22:55           | 23:05             | 23:15                 | (23:40)               | 23:30               |
| 22:45                      | 23:10           | 23:20             | 23:30                 | (23:55)               | 23:45               |
| Domingos y festivos        |                 |                   |                       |                       |                     |
| 9:00                       | 9:25            | 9:35              | 9:45                  | (10:15)               | 10:05               |
| 13:00                      | 13:25           | 13:35             | 13:45                 | >>>>                  | 14:00               |
| 13:00                      | 13:25           | 13:35             | 13:45                 | (14:15)               | 14:05               |
| 18:00                      | 18:25           | 18:35             | 18:45                 | (19:05)               | 18:55               |
| 22:00                      | 22:25           | 22:35             | 22:45                 | 22:55                 | 23:10               |

### Sentido Madrid
| Fuentidueña de Tajo        | Villamanrique de Tajo | Villarejo de Salvanés | Perales de Tajuña | Arganda del Rey | Madrid |
| -------------------------- | --------------------- | --------------------- | ----------------- | --------------- | ------ |
| Lunes a viernes laborables |                       |                       |                   |                 |        |
| ---                        | 6:40                  | 6:50                  | 7:00              | 7:10            | 7:35   |
| 7:40                       | (7:30)                | 7:55                  | 8:05              | 8:15            | 8:40   |
| 7:55                       | >>>>                  | 8:10                  | 8:20              | 8:30            | 8:55   |
| 10:00                      | (9:45)                | 10:15                 | 10:25             | >>>             | 11:05  |
| 11:45                      | (11:30)               | 12:00                 | 12:10             | 12:20           | 12:45  |
| 14:45                      | (14:30)               | 15:00                 | 15:10             | >>>>            | 15:50  |
| 16:45                      | (16:30)               | 17:00                 | 17:10             | 17:20           | 17:45  |
| 19:25                      | 19:40                 | 19:50                 | 20:00             | 20:10           | 20:35  |
| Sábados laborables         |                       |                       |                   |                 |        |
| ----                       | 6:40                  | 6:50                  | 7:00              | 7:10            | 7:35   |
| 7:55                       | >>>>                  | 8:10                  | 8:20              | 8:30            | 8:55   |
| 10:40                      | (10:25)               | 10:55                 | 11:05             | 11:15           | 11:40  |
| 14:45                      | (14:30)               | 15:00                 | 15:10             | >>>>            | 15:45  |
| 19:25                      | 19:40                 | 19:50                 | 20:00             | 20:10           | 20:35  |
| Domingos y festivos        |                       |                       |                   |                 |        |
| 10:35                      | (10:25)               | 10:50                 | 11:00             | 11:10           | 11:35  |
| 14:40                      | (14:30)               | 14:55                 | 15:05             | 15:15           | 15:40  |
| 19:25                      | >>>>                  | 19:40                 | 19:50             | 20:00           | 20:25  |
| 19:40                      | (19:30)               | 19:55                 | 20:05             | 20:15           | 20:40  |

1. ↑   Este icono indica que la línea pasa por localidades sin zona tarifaria asignada, no teniendo validez ningún título de transporte, ni siquiera la Tarjeta Joven, yendo todo a base de sencillos
2. 1 2 3 4 5 6 7 8 9 10 11 12 13 14 15 16 17 18 19 20 21 22   Estos servicios, indicados con paréntesis, pasan primero por Fuentidueña de Tajo y posteriormente por Villamanrique de Tajo a la ida, y primero por Villamanrique de Tajo y luego por Fuentidueña de Tajo a la vuelta
3. 1 2 3 4 5 6 7 8 9   Hasta/desde Santa Cruz de la Zarza, sin paso por Villamanrique de Tajo
4. 1 2 3 4   Hasta/desde Santa Cruz de la Zarza, sin paso por Fuentidueña de Tajo
5. 1 2   Hasta/desde Santa Cruz de la Zarza, pasando por Fuentidueña de Tajo y Villamanrique de Tajo
6. 1 2 3   EXPRESS desde Perales de Tajuña, sin paso por Arganda del Rey

## Recorrido y paradas
NOTA: Debido a las obras del nuevo intercambiador de Conde de Casal, las paradas sombreadas en naranja sustituyen a aquellas sombreadas en rojo, desde el 17 de febrero de 2025 hasta fin de obras.

### Sentido Villamanrique de Tajo - Santa Cruz de la Zarza
La línea comienza su recorrido en la estación de la céntrica Ronda de Atocha. Pasando por la estación homónima, toma el Paseo de la Infanta Isabel hasta llegar a la Plaza del Conde de Casal, donde hace su primera parada. Una vez realizada, toma la A-3 o autovía de Valencia situándose en el carril central de la calzada, saltándose todas las paradas intermedias hasta llegar a Santa Eugenia, donde junto al resto de líneas de la compañía, realiza una parada. La línea continua directamente hasta la Estación de Rivas Vaciamadrid, saltándose Valdemingómez. Sigue en la autovía y hace una parada junto al Puente de Arganda. 
Posteriormente, toma la salida 22 para entrar a la zona industrial de Arganda del Rey, enfilando la Avenida de Madrid, donde hace algunas paradas. Sigue la calle hasta el final de la misma, denominándose posteriormente Avenida de Valencia. En esta avenida la línea hace algunas paradas. Llega al final de la misma y toma la N-3, saliendo del casco urbano de la localidad. En la N-3 continúa recto hasta llegar a Perales de Tajuña, donde pasa por la calle Mayor Alta, por la Plaza de la Constitución y por la calle Mayor Baja. 
La ruta sale de la localidad y se incorpora a la A-3, carretera que abandona de nuevo en la salida 48 para meterse al casco urbano de Villarejo de Salvanés. Una vez llegado a este municipio y pasada su Plaza Mayor, hay dos posibles recorridos:
- Si pasa directamente por Villamanrique de Tajo o pasa antes por este pueblo que por Fuentidueña de Tajo, la línea toma la calle San José hasta el final, cruza la A-3 y toma la carretera M-321. Sigue esta vía hasta el final para llegar a Villamanrique de Tajo. La cabecera de parte de las expediciones se ubica frente al ayuntamiento de la localidad. Si no acaba aquí la ruta, la línea coge la carretera M-319 para llegar a Fuentidueña de Tajo.

Los servicios que hacen esta variante cogen la carretera TO-2580 y llegan directamente a Santa Cruz de la Zarza, sin paso por Zarza de Tajo. La cabecera está en la Plaza de la Constitución de Santa Cruz de la Zarza.
- Si pasa primero por Fuentidueña de Tajo, en Villarejo de Salvanés sigue por la calle de la Encomienda hasta su final, y regresa a la A-3. Coge la salida 62 y se mete en la calle de la Comunidad de Madrid en Fuentidueña y prosigue, teniendo una parada en la avenida Elena Soriano y posteriormente cogiendo la calle Cuatro, que pasa a ser la M-326. Por aquí llega hasta Villamanrique de Tajo, parando directamente en el ayuntamiento (en la variante del párrafo anterior la línea hace dos paradas en la carretera M-319).

Los servicios que van hasta Santa Cruz de la Zarza y se saltan Villamanrique de Tajo, o van primero a este municipio y luego a Fuentidueña, sí pasan por Zarza de Tajo, llegando tras volverse a incorporar a la A-3 y tomando la salida 68 y la carretera M-328, que pasa a ser la CUV-3034. Hace dos paradas en Zarza de Tajo y toma la carretera TO-2582 y un tramo de la vía N-400 para tomar ya en Santa Cruz de la Zarza la avenida de Castilla-La Mancha. La línea llega a la Plaza de la Constitución del pueblo, donde establece su cabecera. 
| Código | Parada                                            | Común con                                        | Conexiones con Metro y Cercanías | Municipio              | Zona |
| ------ | ------------------------------------------------- | ------------------------------------------------ | -------------------------------- | ---------------------- | ---- |
| 7538   | Ronda - Estación de Autobuses                     | 351 352                                          | Estación del Arte                | Madrid                 |      |
| 8367   | Plaza Conde de Casal                              | 351 352                                          | Conde de Casal                   | Madrid                 |      |
| 06165  | Estación Sur de Autobuses                         | 351 352                                          | Méndez Álvaro                    | Madrid                 |      |
| 7439   | Av. Mediterráneo - Santa Eugenia                  | 312 312A 331 332 333 334 336 337 339 341 351 352 | Santa Eugenia                    | Madrid                 |      |
| 21072  | Ctra. A3 - Est. Rivas Vaciamadrid                 | 312 312A 313 326 336 337 351 352                 | Rivas-Vaciamadrid                | Rivas-Vaciamadrid      |      |
| 9180   | Ctra. A3 - Puente de Arganda                      | 312 312A 313 326 330 336 337 351 352             |                                  | Arganda del Rey        |      |
| 7447   | Av. Madrid - Ctra. Campo Real                     | 2 312 320 330 351 352                            |                                  | Arganda del Rey        |      |
| 7448   | Av. Madrid - Cº Estrechillo                       | 2 312 320 330 351 352                            |                                  | Arganda del Rey        |      |
| 7451   | Av. Madrid - Av.Finanzauto                        | 2 285 312 312A 320 330 351 352                   |                                  | Arganda del Rey        |      |
| 7452   | Av. Madrid - Cº del Valle                         | 2 285 312 312A 320 330 351 352                   |                                  | Arganda del Rey        |      |
| 7453   | Av. Madrid - La Perla                             | 2 285 312 312A 320 330 351 352                   |                                  | Arganda del Rey        |      |
| 17484  | Av. Valencia - Plaza del Progreso                 | 350A 350B 350C 351 352                           | Arganda del Rey                  | Arganda del Rey        |      |
| 17486  | Av. Valencia - Cementerio Viejo                   | 350A 350B 350C 351 352                           |                                  | Arganda del Rey        |      |
| 11904  | Real - Av. Valencia                               | 2 320 322 326 350A 350B 350C 351 352             |                                  | Arganda del Rey        |      |
| 11903  | Ctra. N-3 - Estación de Comunicaciones            | 322 326 350A 350B 350C 351 352                   |                                  | Arganda del Rey        |      |
| 18158  | Mayor Alta - Rana                                 | 322 326 350A 350B 350C 351 352                   |                                  | Perales de Tajuña      |      |
| 9762   | Mayor Alta - Rana                                 | 322 326 350A 350B 350C 351 352                   |                                  | Perales de Tajuña      |      |
| 9761   | Plaza de la Constitución - Ayuntamiento           | 322 326 350A 350B 350C 351 352                   |                                  | Perales de Tajuña      |      |
| 9763   | Mayor Baja - Avenida de la Paz                    | 322 326 330 350A 350B 350C 351 352               |                                  | Perales de Tajuña      |      |
| 11452  | Av. Hermanos Gómez Cuétara - Instituto            | 350A 350B 350C 351 352                           |                                  | Villarejo de Salvanés  |      |
| 10422  | Samuel Baltés - Madrid                            | 350A 350B 350C 351 352                           |                                  | Villarejo de Salvanés  |      |
| 10424  | Encomienda - Castillo                             | 350B 350C 352                                    |                                  | Villarejo de Salvanés  |      |
| 19882  | Encomienda - San José                             | 350B 350C 352 430                                |                                  | Villarejo de Salvanés  |      |
| 10425  | Encomienda - Velázquez                            | 350B 350C 352                                    |                                  | Villarejo de Salvanés  |      |
| 16278  | Comunidad de Madrid - Colonia Tierno Galván       | 350B 352 355                                     |                                  | Fuentidueña de Tajo    |      |
| 16277  | Av. Elena Soriano - Piedra                        | 350B 352 355                                     |                                  | Fuentidueña de Tajo    |      |
| 9536   | Av. Elena Soriano - Virgen de Alarilla            | 350B 352                                         |                                  | Fuentidueña de Tajo    |      |
| 16733  | Orquídeas - Jazmines                              |                                                  |                                  | Fuentidueña de Tajo    |      |
| 18234  | Ctra. M-321 - Cruce Urbanización Los Huertos      |                                                  |                                  | Villamanrique de Tajo  |      |
| 11454  | Madrid - Antiguo Cuartel Guardia Civil            |                                                  |                                  | Villamanrique de Tajo  |      |
| 10432  | Plaza Constitución - Ayuntamiento                 |                                                  |                                  | Villamanrique de Tajo  |      |
| 18813  | Zarza de Tajo - Ayuntamiento                      |                                                  |                                  | Zarza de Tajo          |      |
| 18814  | Zarza de Tajo - Isabel I de Castilla              |                                                  |                                  | Zarza de Tajo          |      |
| 19125  | Santa Cruz de la Zarza - Av. Castilla-La Mancha   |                                                  |                                  | Santa Cruz de la Zarza |      |
| 18811  | Santa Cruz de la Zarza - Fuente de los Caños      |                                                  |                                  | Santa Cruz de la Zarza |      |
| 18812  | Santa Cruz de la Zarza - Plaza de la Constitución |                                                  |                                  | Santa Cruz de la Zarza |      |

### Sentido Madrid
El recorrido de vuelta es idéntico al de ida pero en sentido contrario, pues la línea utiliza prácticamente las mismas vías que a la ida. No obstante, hay ciertas diferencias en algunas vías públicas por las que pasa:
- En la A-3, fuera de Madrid, el 353 no para en el Puente de Arganda, parada que sí hace en sentido Villamanrique de Tajo - Santa Cruz de la Zarza.
- En la Avenida del Mediterráneo (tramo de A-3 dentro del término municipal de Madrid), para en el cruce con la Avenida de la Democracia, parada que no realiza a la ida. También hace una parada en el cruce con la Avenida Pablo Neruda, que no se realiza tampoco en sentido opuesto.
- En el Paseo de la Infanta Isabel, hace una parada muy cerca de la Estación del Arte, mientras que a la ida va directamente a Conde de Casal. Esta parada es sólo para descargar viajeros.

En cuanto a las variantes expuestas en el otro sentido, las vías a tomar son idénticas salvo que son en sentido contrario.
| Código                                                                 | Parada                                            | Común con                                                         | Conexiones con Metro y Cercanías | Municipio              | Zona |
| ---------------------------------------------------------------------- | ------------------------------------------------- | ----------------------------------------------------------------- | -------------------------------- | ---------------------- | ---- |
| 18812                                                                  | Santa Cruz de la Zarza - Plaza de la Constitución |                                                                   |                                  | Santa Cruz de la Zarza |      |
| 18810                                                                  | Santa Cruz de la Zarza - Av. Castilla-La Mancha   |                                                                   |                                  | Santa Cruz de la Zarza |      |
| 19123                                                                  | Zarza de Tajo - Isabel I de Castilla              |                                                                   |                                  | Zarza de Tajo          |      |
| 19122                                                                  | Zarza de Tajo - Ayuntamiento                      |                                                                   |                                  | Zarza de Tajo          |      |
| 10432                                                                  | Plaza Constitución - Ayuntamiento                 |                                                                   |                                  | Villamanrique de Tajo  |      |
| 11326                                                                  | Madrid - Colonia Nuestra Sra. de Albuel           |                                                                   |                                  | Villamanrique de Tajo  |      |
| 18235                                                                  | Ctra. M-321 - Cruce Urbanización Los Huertos      |                                                                   |                                  | Villamanrique de Tajo  |      |
| 16733                                                                  | Orquídeas - Jazmines                              |                                                                   |                                  | Fuentidueña de Tajo    |      |
| 9536                                                                   | Av. Elena Soriano - Virgen de Alarilla            | 350B                                                              |                                  | Fuentidueña de Tajo    |      |
| 10431                                                                  | Comunidad de Madrid - Colonia Tierno Galván       | 350B 352 355                                                      |                                  | Fuentidueña de Tajo    |      |
| 9720                                                                   | Encomienda - Velázquez                            | 350B 350C 352                                                     |                                  | Villarejo de Salvanés  |      |
| La siguiente parada se realiza únicamente sábados, domingos y festivos |                                                   |                                                                   |                                  |                        |      |
| 19881                                                                  | San José - Encomienda                             | 350B 350C 352 430                                                 |                                  | Villarejo de Salvanés  |      |
| La siguiente parada se realiza de lunes a viernes laborables           |                                                   |                                                                   |                                  |                        |      |
| 9721                                                                   | Encomienda - Castillo                             | 350B 350C 352 430                                                 |                                  | Villarejo de Salvanés  |      |
| A partir de aquí el itinerario es normal                               |                                                   |                                                                   |                                  |                        |      |
| 9722                                                                   | Samuel Baltés - Madrid                            | 350A 350B 350C 351 352                                            |                                  | Villarejo de Salvanés  |      |
| 11453                                                                  | Av. Hermanos Gómez Cuétara - Instituto            | 350A 350B 350C 351 352                                            |                                  | Villarejo de Salvanés  |      |
| 9723                                                                   | Mayor Baja - Avenida de la Paz                    | 322 326 350A 350B 350C 351 352                                    |                                  | Perales de Tajuña      |      |
| 9724                                                                   | Plaza de la Constitución - Ayuntamiento           | 322 326 350A 350B 350C 351 352                                    |                                  | Perales de Tajuña      |      |
| 9725                                                                   | Mayor Alta - Rana                                 | 322 326 350A 350B 350C 351 352                                    |                                  | Perales de Tajuña      |      |
| 18159                                                                  | Mayor Alta - Rana                                 | 322 326 350A 350B 350C 351 352                                    |                                  | Perales de Tajuña      |      |
| 11902                                                                  | Ctra. N-3 - Estación de Comunicaciones            | 322 326 350A 350B 350C 351 352                                    |                                  | Arganda del Rey        |      |
| 17496                                                                  | Av. Valencia - Urbanización El Romeral            | 351 352                                                           |                                  | Arganda del Rey        |      |
| 17487                                                                  | Av. Valencia - Cementerio Viejo                   | 351 352                                                           |                                  | Arganda del Rey        |      |
| 17485                                                                  | Av. Valencia - Plaza del Progreso                 | 351 352                                                           | Arganda del Rey                  | Arganda del Rey        |      |
| 7464                                                                   | Av. Madrid - La Perla                             | 2 285 312 312A 326 330 351 352                                    |                                  | Arganda del Rey        |      |
| 7465                                                                   | Av. Madrid - Pasaje Ana María del Valle           | 2 285 312 312A 326 330 351 352                                    |                                  | Arganda del Rey        |      |
| 7466                                                                   | Av. Madrid - Camino de Valdepencas                | 2 285 312 312A 326 330 351 352                                    |                                  | Arganda del Rey        |      |
| 7467                                                                   | Cº de Los Canes - Av. Madrid                      | 2 312 326 330 351 352                                             |                                  | Arganda del Rey        |      |
| 7470                                                                   | Av. Madrid - Ctra. Campo Real                     | 2 312 326 330 351 352                                             |                                  | Arganda del Rey        |      |
| 21073                                                                  | Ctra. A3 - Est. Rivas Vaciamadrid                 | 312 312A 313 326 351 352                                          | Rivas-Vaciamadrid                | Rivas-Vaciamadrid      |      |
| 7529                                                                   | Av. Mediterráneo - Santa Eugenia                  | 312 312A 313 326 331 332 333 334 336 337 339 341 351 352          | Santa Eugenia                    | Madrid                 |      |
| 2613                                                                   | Av. Mediterráneo - Av. Democracia                 | 63 145 E 312 312A 313 326 331 332 333 334 336 337 339 341 351 352 |                                  | Madrid                 |      |
| 4283                                                                   | Av. Mediterráneo - Av. Pablo Neruda               | 63 145 E 312 312A 313 326 331 332 333 334 336 337 339 341 351 352 |                                  | Madrid                 |      |
| 2125                                                                   | Av. Mediterráneo - Plaza Conde de Casal           | 351 352                                                           | Conde de Casal                   | Madrid                 |      |
| 2178                                                                   | Paseo Infanta Isabel - Doctor Velasco             | 351 352                                                           | Atocha                           | Madrid                 |      |
| 7538                                                                   | Ronda - Estación de Autobuses                     | 351 352                                                           | Estación del Arte                | Madrid                 |      |
| 06165                                                                  | Estación Sur de Autobuses                         | 351 352                                                           | Méndez Álvaro                    | Madrid                 |      |